# CDU Saar
Die CDU Saar ist ein Landesverband der CDU im Saarland. Von 1956 bis 1985 und von 1999 bis 2022 stellte die CDU im Saarland kontinuierlich den Ministerpräsidenten. In den Jahren von 1985 bis 1999 war die CDU als Oppositionspartei im Saarbrücker Landtag. Seit 2022 ist die CDU Saar wieder in der Opposition. Aktueller Landesvorsitzender der CDU Saar ist Stephan Toscani.

## Innere Struktur
Der Landesverband gliedert sich entsprechend den Vorgaben der Landessatzung von 1977 in den Landesverband, die sieben Kreisverbände, welche die Verbandsarbeit der CDU innerhalb der saarländischen Landkreise koordinieren, 52 Gemeinde- oder Stadtverbände zur Aufarbeitung von Themen, die die Kommunen betreffen und 356 Ortsverbände für die politische Arbeit an der Basis.

### Organe
Als oberstes Gremium des CDU-Landesverbandes agiert der Landesparteitag, der die Mitglieder des Landesvorstandes und dessen Vorsitzende wählt. Der Landesvorstand entscheidet über die laufende Politik der CDU Saar unter Beachtung der Beschlüsse des Landesparteitages. Die Vorsitzenden des geschäftsführenden Landesvorstandes führen gemeinsam mit der Landesgeschäftsstelle die laufenden Geschäfte des Landesvorstands.
Weiterhin bestehen Landesfachausschüsse, um den Landesvorstand in verschiedenen politischen Themenkomplexen inhaltlich zu beraten. Die Landesfachausschüsse bereiten auch die Beschlüsse des Landesvorstandes und des Landesparteitages vor.

### Mitglieder
Im Jahre der offiziellen Parteigründung 1955 startete die CDU Saar mit rund 15.000 Mitgliedern. Diese Zahl war dann leicht rückläufig und erreichte 1958 ein Minimum von rund 13.000 Mitgliedern, um danach mit erheblichen Schwankungen allmählich auf über 30.000 Mitglieder im Jahre 1979 anzusteigen. Im Jahre 2010 lag die Zahl wieder deutlich niedriger bei rund 20.000 Mitgliedern und ist derzeit weiter rückläufig.
| Jahr | Mitgliederzahl (gerundet) |
| ---- | ------------------------- |
| 1955 | 15.000                    |
| 1958 | 13.000                    |
| 1960 | 15.000                    |
| 1965 | 16.000                    |
| 1970 | 18.000                    |
| 1975 | 28.000                    |
| 1979 | 31.000                    |
| 2010 | 20.000                    |
| 2015 | 17.338                    |
| 2021 | 14.454                    |
| 2024 | 13.606                    |

## Geschichte

### Gründungsphase
Der Landesverband wurde am 4. Juni 1952 mit dem Ziel der Eingliederung des Saarprotektorats in das Bundesgebiet gegründet, jedoch vom damaligen saarländischen Innenministerium als politische Partei nicht bestätigt. Die CDU unter dem Vorsitz von Hubert Ney verstand sich als christdemokratische Alternative zur regierenden CVP. Ziel der CVP unter Ministerpräsident Johannes Hoffmann war die staatliche Unabhängigkeit des Saarlands im Rahmen eines vereinten Europas. Die CDU Saar hingegen warb mit der nationalistischen Parole „Kein Europa ohne Vaterland“ für einen Anschluss des Saarlandes an die Bundesrepublik Deutschland. Damit war die CDU Saar eine verfassungsfeindliche Partei, da sie die in der Verfassung des Saarlandes vorgegebene enge Anlehnung an Frankreich bekämpfte.

### Ablehnung des Saarstatuts in der Volksabstimmung 1955
Erst im August 1955 wurde die dreijährige Illegalität der CDU an der Saar beendet, nachdem mit dem Inkrafttreten des Saarstatut vom 24. Oktober 1954 die Voraussetzungen dafür gegeben waren. Die CDU Saar lehnte in einem erbittert geführten Wahlkampf die Annahme des Saarstatuts ab. Gemeinsam mit DPS und DSP schloss sie sich im Parteienbündnis Deutscher Heimat-Bund zusammen. Die in der Volksabstimmung am 23. Oktober 1955 abgegebenen 67,7 Prozent „Nein“-Stimmen bedeuteten einen klaren Sieg der Saar-CDU über die CVP, was zum Rücktritt der Regierung Hoffmann führte.
Bei der Landtagswahl am 18. Dezember 1955 zog die CDU Saar erstmals und sogleich mit 14 Mandaten als stärkste Fraktion vor der CVP mit 13 Mandaten in den Landtag des Saarlandes ein.

### Regierungszeit unter Hubert Ney (1955–1957) und Egon Reinert (1957–1959)
Hubert Ney wurde bereits 1952 zum Vorsitzenden der damals noch illegalen CDU des Saarlandes gewählt. Nach der Zulassung der saarländischen CDU 1955 wurde Ney zum Ministerpräsidenten des Saarlandes gewählt. Ney bildete zusammen mit der SPD und der DPS die so genannte Heimatbundregierung. Wegen seiner unversöhnlichen Haltung gegenüber der CVP geriet Ney innerhalb der CDU in die Kritik, was schließlich zum Verlust seiner Ämter als Parteivorsitzender und als Regierungschef führte.
Nachfolger in beiden Positionen wurde der bisherige Kultusminister Egon Reinert, der sich für eine Aussöhnung mit der CVP einsetzte und mit Ludwig Schnur sogar ein CVP-Mitglied in sein zweites Kabinett aufnahm. Zunächst führte Reinert in seinem ersten Kabinett vom 4. Juni 1957 bis zum 26. Februar 1959 die schwarz-rot-gelbe Koalition weiter. Diese wurde jedoch zugunsten einer Koalition der CDU mit SPD und CVP aufgegeben. Reinerts Amtszeit wurde abrupt beendet, als er im April 1959 an den Folgen eines Verkehrsunfalls starb. Zu dieser Zeit ging die CVP dann auch in der CDU Saar auf.

### Regierungszeit unter Franz-Josef Röder (1959–1973)
Die Nachfolge Reinerts trat Franz-Josef Röder an. Auch er übernahm die Ämter des Landesparteichefs und des Ministerpräsidenten in Personalunion. In seiner Amtszeit widmete sich Röder vor allem den wirtschaftlichen Problemen des Saarlandes, die in der Anbindung an die Bundesrepublik und der damaligen einseitigen wirtschaftlichen Ausrichtung des Saarlandes auf Kohle und Stahl bestanden. Neben seinen Aufgaben als saarländischer Regierungschef leitete Röder von 1957 bis 1965 auch das Kultusministerium. Während die CDU in der Regierungszeit Röders eine Vormachtstellung in der saarländischen Parteienlandschaft erlangte, dominierte Röder in seinen Ämtern so stark, dass zu wenige neue CDU-Führungskräfte herangezogen wurden. Während 1973 Werner Scherer das Amt des Landesparteichefs von Röder übernahm, blieb dieser bis zu seinem Tode Ministerpräsident.
Röder führte bis zum 17. Januar 1961 eine schwarz-rote Koalitionsregierung. Unter der Führung Röders ging die CDU aus der Landtagswahl 1960 mit 6,6 Prozentpunkten Vorsprung vor der Landes-SPD als stärkste politische Kraft hervor. Röder beendete sodann das Bündnis mit der SPD und bildete stattdessen mit der FDP/DPS eine schwarz-gelbe Koalition, die mit einem Sitz Vorsprung vor der Opposition über eine relativ knappe Mehrheit im Landtag verfügte.
Bei der Landtagswahl am 27. Juni 1965 wurde die schwarz-gelbe Landesregierung im Amt bestätigt, obgleich der Vorsprung der Landes-CDU zur saarländischen SPD auf zwei Prozentpunkte schrumpfte. Als die CDU bei der Landtagswahl 1970, abermals mit Röder als Spitzenkandidaten, die absolute Mehrheit der Landtagsmandate für sich erringen konnte, wurde die Koalition mit der FDP/DPS beendet und eine CDU-Alleinregierung gebildet.

### Die Zeit unter Werner Scherer (1973–1977 und 1985) und Werner Zeyer (1978–1985)
In Scherers erster Amtszeit als Vorsitzender stieg die Anzahl der Mitglieder des Landesverbandes um 56 % auf 30.300 Personen. Bei der Landtagswahl 1975 erreichte die CDU ihr bislang bestes Landesergebnis; bezüglich der Mandate kam es jedoch zu einer Pattsituation zwischen der CDU einerseits und SPD und FDP andererseits. Röder bildete zunächst eine Minderheitsregierung. Im Folgenden entwickelte sich aber eine stillschweigende Duldung der CDU-Regierung durch die FDP. Erst 1977 wurde wieder eine schwarz-gelbe Koalition gebildet. 1978 übernahm Werner Zeyer das Amt des Landesparteichefs.
Nach dem unerwarteten Tod des Ministerpräsidenten Röder im Juni 1979 wurde Zeyer auch zum neuen Regierungschef gewählt. Bei der Landtagswahl am 27. April 1980 stellte sich Zeyer als Spitzenkandidat der CDU der Wiederwahl. Die SPD konnte die CDU erstmals übertreffen und die stärkste Landtagsfraktion stellen. Zeyer konnte jedoch erneut ein Bündnis mit der FDP bilden und Ministerpräsident an der Spitze der bestehenden CDU-FDP-Koalition bleiben. In Zeyers Amtszeit als Ministerpräsident fiel die Montankrise. Es gelang ihm, den unter Druck geratenen Konzern Arbed Saarstahl in Völklingen durch Subventionen des Bundes zu retten. Der Preis dafür war die zunehmende Verschuldung des Saarlands.
Nachdem bei der Landtagswahl vom 10. März 1985 die SPD die absolute Mandatsmehrheit erringen konnte, folgte Oskar Lafontaine (SPD) Zeyer im Amt des Ministerpräsidenten. Nach der Wahlniederlage übernahm Scherer im Juni 1985 nochmals den Landesvorsitz, den er bis zu seinem Tod am 27. Oktober 1985 behielt.

### Opposition unter Peter Jacoby (1986–1990) und Klaus Töpfer (1990–1995)
1985 begann für die CDU Saar nach fast 30 Jahren der ununterbrochenen Regierungsführung die ungewohnte Rolle in der Opposition, in welcher sie bis 1999 bleiben sollte. Dies bedeutete zunächst eine Zeit des Umbruchs und Neuaufbaus. Am 21. Februar 1986 übernahm der bisherige stellvertretende Vorsitzende Peter Jacoby den Vorsitz der CDU Saar. Günther Schwarz war bereits im März des Vorjahres zum Vorsitzenden der Landtagsfraktion gewählt worden, wodurch er auch zum Oppositionsführer gegen die neue Regierung Lafontaine wurde. Bei der Landtagswahl im Saarland 1990 trat die CDU des Saarlandes mit dem damaligen Bundesumweltminister Klaus Töpfer als Spitzenkandidat an, der im gleichen Jahr Jacoby im Landesparteivorsitz ablöste. Der CDU gelang es jedoch nicht, die absolute Landtagsmehrheit der SPD zu brechen und verblieb in der Opposition. Den Vorsitz der Landtagsfraktion übernahm Peter Jacoby. Töpfer übernahm 1994 erneut die Spitzenkandidatur, konnte aber trotz Zugewinnen für die CDU und Stimmverlusten für die SPD keinen Regierungswechsel erreichen.

### Die Oppositions- und Regierungszeit unter Peter Müller (1995–2011)
Peter Müller wurde am 12. April 1994 zum Vorsitzenden der CDU-Landtagsfraktion gewählt. Im November 1995 wurde er zum Vorsitzenden des saarländischen Landesverbandes gewählt. Als die SPD bei der Landtagswahl 1999 ihre absolute Landtagsmehrheit verlor und Bündnis 90/Die Grünen und FDP an der Fünf-Prozent-Hürde scheiterten, erreichte die Landes-CDU mit ihrem Spitzenkandidaten Peter Müller die absolute Mehrheit der Mandate. Der CDU gelang es nach 14 Jahren Landtagsopposition mit Peter Müller den neuen saarländischen Ministerpräsidenten zu stellen. Bei der Landtagswahl 2004 errang die CDU unter Führung von Müller abermals die absolute Mehrheit der Mandate und konnte ohne einen Koalitionspartner weiter regieren. Die Regierung überraschte die Wähler jedoch mit der von Kultusminister Jürgen Schreier vorgenommenen Schließung eines Drittels aller Grundschulen. Dies wurde mit den seit Jahren rückläufigen Zahlen von Schulanfängern begründet, führte jedoch zu heftigen Protesten in der Bevölkerung. Die Bürgerinitiative „Rettet die Grundschulen im Saarland! - Für eine bessere Bildung unserer Kinder!“ scheiterte mit einem geplanten Volksbegehren am Urteil des Verwaltungsgerichtshofes vom 23. Januar 2006. Bei der Landtagswahl im Saarland 2009 verlor die Landes-CDU ihre absolute Mehrheit. Zudem ergab sich weder eine schwarz-gelbe noch eine rot-rote oder rot-grüne Parlamentsmehrheit. Obwohl die saarländischen Grünen auch in Sondierungsgespräche mit der SPD und der Partei Die Linke eingetreten waren, gelang es Müller zusammen mit der FDP und den Grünen das erste schwarz-gelb-grüne Regierungsbündnis auf Landesebene zu bilden. Am 22. Januar 2011 kündigte Peter Müller an, im Laufe des Jahres sowohl vom Landesvorsitz der CDU als auch vom Amt des Ministerpräsidenten zurückzutreten. Zugleich schlug er die Landesministerin Annegret Kramp-Karrenbauer als Nachfolgerin in beiden Positionen vor.

### Die Regierungszeit unter Annegret Kramp-Karrenbauer (2011–2018)
Am 28. Mai 2011 folgte Kramp-Karrenbauer Müller im Landesvorsitz nach. Am 10. August 2011 wurde Kramp-Karrenbauer zur Ministerpräsidentin des Saarlandes gewählt, benötigte dafür aber zwei Wahlgänge und konnte nicht alle Stimmen der Koalitionsfraktionen für sich gewinnen. Bereits sechs Monate später, am 6. Januar 2012, kündigte Kramp-Karrenbauer das schwarz-gelb-grüne Bündnis aufgrund parteiinterner Personalquerelen der Landes-FDP auf und erklärte, das Gespräch mit der SPD Saar über die Bildung einer Großen Koalition zu suchen. Nachdem die Sondierungsgespräche an der SPD-Forderung, Neuwahlen parallel zur Bundestagswahl 2013 herbeizuführen, scheiterten, kündigten Kramp-Karrenbauer und SPD-Oppositionsführer Heiko Maas eine Neuwahl des Landtags für den 25. März 2012 an. Dabei zeigten die beiden Parteivorsitzenden Bereitschaft, nach dem Urnengang eine Große Koalition zu bilden, dann mit geklärten politischen Verhältnissen. Damit richtete sich das Interesse auf das Abschneiden der in den Umfragen gleichauf liegenden großen Parteien CDU und SPD bei der Neuwahl und den daraus entstehenden Anspruch, in dem anvisierten Regierungsbündnis den Ministerpräsidenten zu stellen. Bei der Neuwahl kam es jedoch zu einer Überraschung: Mit einem Vorsprung von annähernd 5 Prozentpunkten vor der SPD und einem kleinen Zugewinn siegte die CDU deutlich. Daraufhin wurde das Kabinett Kramp-Karrenbauer II gebildet.
Vor der Landtagswahl im Saarland 2017 erhielt die SPD in Umfragen durch die Kanzlerkandidatur von Martin Schulz Rückenwind. Am Wahlabend setzte sich die CDU Saar bei der zweiten Spitzenkandidatur von Annegret Kramp-Karrenbauer jedoch mit 40,7 Prozent der Stimmen deutlich als stärkste Kraft durch und verfehlte die absolute Mehrheit im Landtag um zwei Sitze. Daraufhin führte die Ministerpräsidentin die Große Koalition im Kabinett Kramp-Karrenbauer III fort.

### Die Regierungszeit unter Tobias Hans (2018–2022)
Nachdem Annegret Kramp-Karrenbauer im Februar 2018 als neue Generalsekretärin der CDU in die Bundespolitik wechselte, wurde der bisherige Fraktionsvorsitzende Tobias Hans am 1. März 2018 zum neuen Ministerpräsidenten gewählt und führte die Große Koalition mit dem Kabinett Hans fort. Hans wurde am 19. Oktober 2018 mit einem Stimmenanteil von 96,4 Prozent im Rahmen des 68. Landesparteitags der CDU Saar zum neuen Landesvorsitzenden gewählt. Nach dem verheerenden Abschneiden der Saar-CDU bei der Landtagswahl 2022, bei der die SPD die absolute Mehrheit errang und die CDU Verluste von mehr als 12 Prozentpunkten hinnehmen musste, kündigte Hans am Tag nach der Wahl seinen Rücktritt als Landesvorsitzender an. Am 25. April 2022 schied er mit Wahl seiner Nachfolgerin Anke Rehlinger (SPD) als saarländischer Ministerpräsident aus dem Amt.

## Vorsitzende
| Name                       | Name                       | Beginn der Amtszeit | Ende der Amtszeit |
| -------------------------- | -------------------------- | ------------------- | ----------------- |
| Hubert Ney                 | Hubert Ney                 | 1952                | 1957              |
|                            | Egon Reinert               | 19. Mai 1957        | 23. April 1959    |
| Franz-Josef Röder          | Franz-Josef Röder          | 1959                | 1973              |
| Werner Scherer             | Werner Scherer             | März 1973           | 1977              |
| Werner Zeyer               | Werner Zeyer               | 1978                | 1985              |
| Werner Scherer             | Werner Scherer             | Juni 1985           | 27. Oktober 1985  |
| Peter Jacoby               | Peter Jacoby               | 21. Februar 1986    | 1990              |
| Klaus Töpfer               | Klaus Töpfer               | 1990                | 1995              |
| Peter Müller               | Peter Müller               | November 1995       | 28. Mai 2011      |
| Annegret Kramp-Karrenbauer | Annegret Kramp-Karrenbauer | 28. Mai 2011        | 19. Oktober 2018  |
| Tobias Hans                | Tobias Hans                | 19. Oktober 2018    | 28. Mai 2022      |
|                            | Stephan Toscani            | 28. Mai 2022        | amtierend         |

## Landtagsfraktion

### Fraktionsvorsitzende

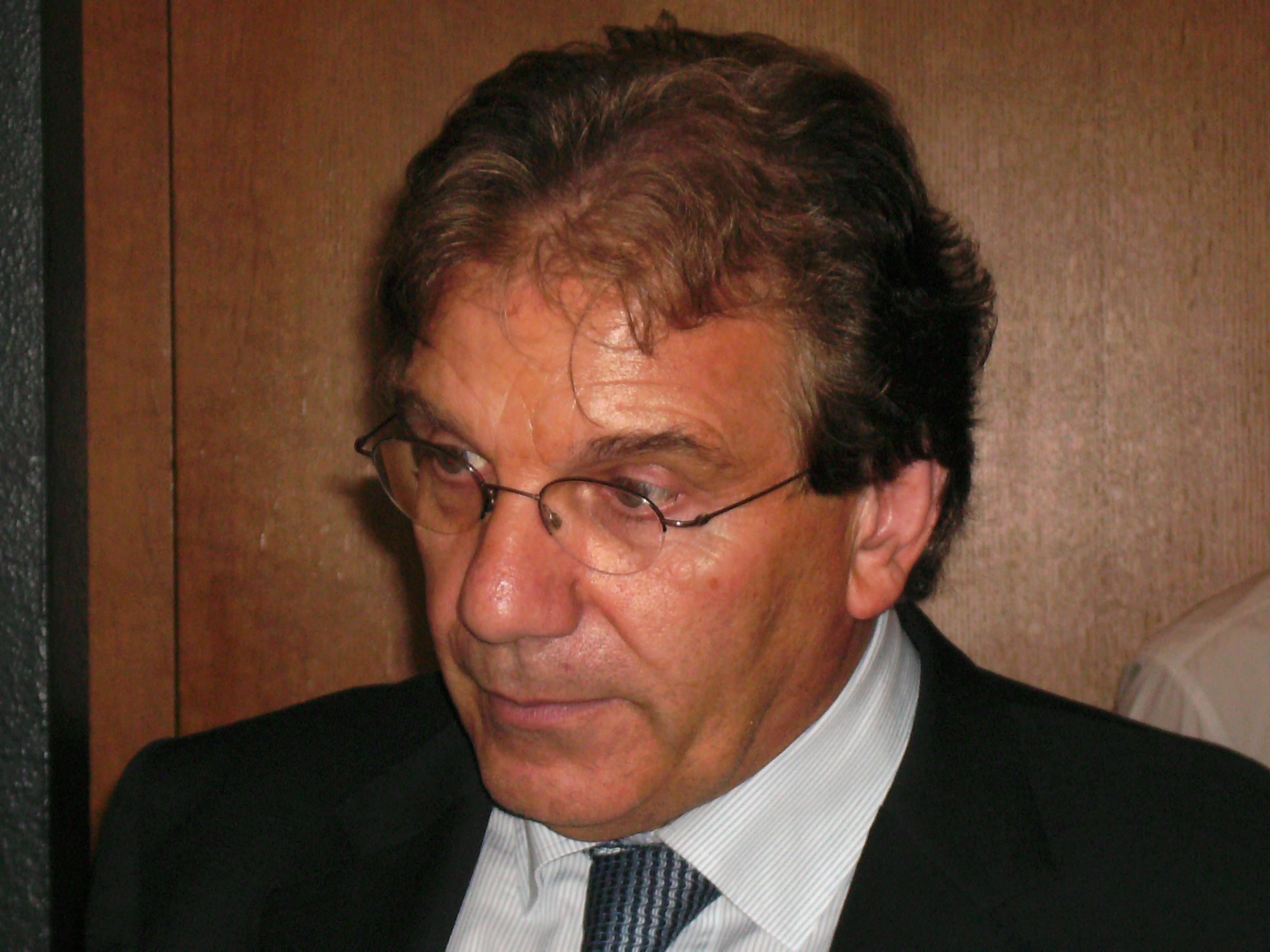
Der ehemalige Fraktionschef Jürgen Schreier (2007)

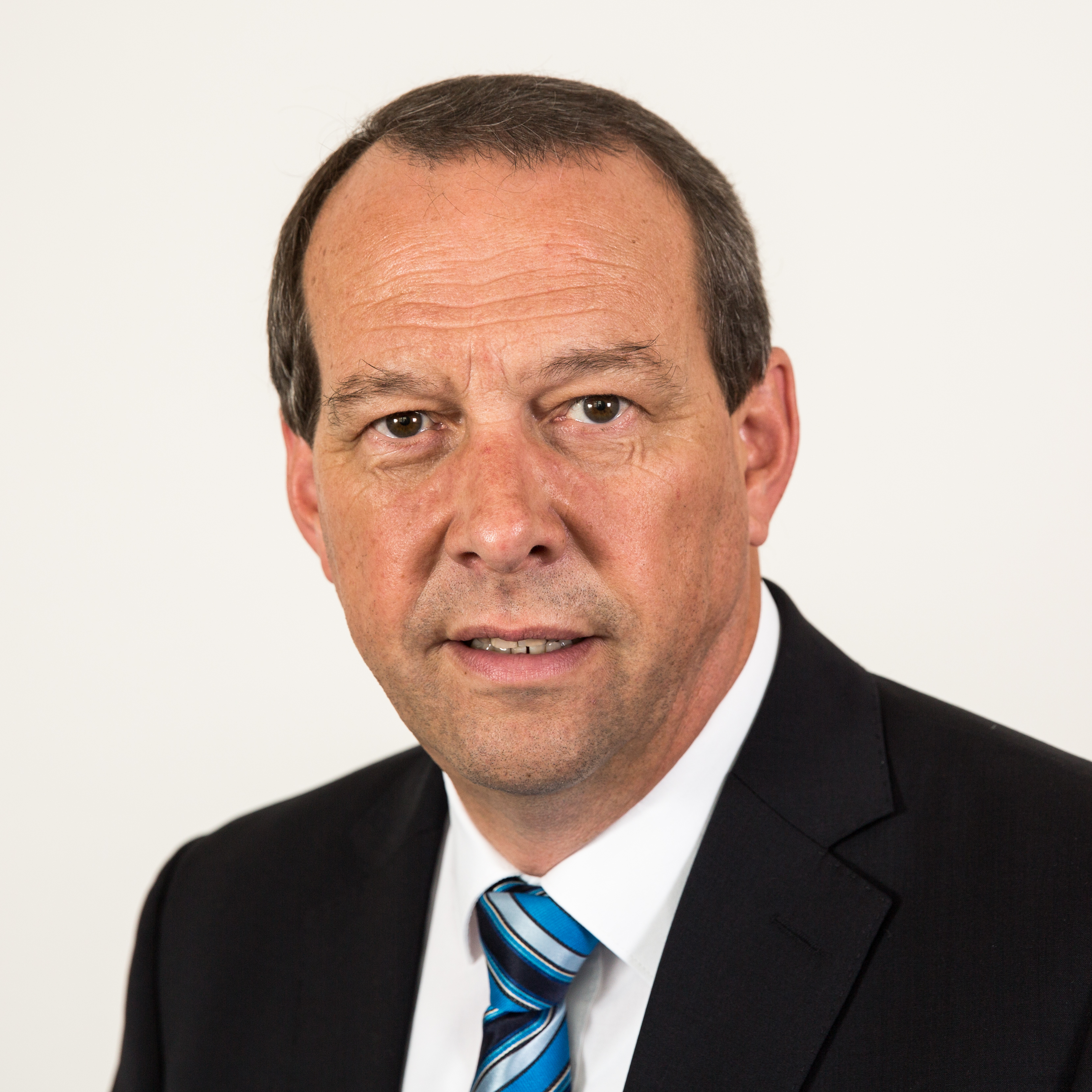
Der ehemalige Fraktionschef Klaus Meiser (2017)

| Jahre                            | Vorsitzender    |
| -------------------------------- | --------------- |
| 18. Januar 1956–25. Januar 1957  | Wilhelm Kratz   |
| 25. Januar 1957–18. März 1957    | Erwin Albrecht  |
| 12. Juni 1957–30. November 1959  | Josef Schmitt   |
| 30. November 1959–2. Januar 1961 | Walter Lorang   |
| 1961–19. Juli 1965               | Franz Schneider |
| 19. Juli 1965–1970               | Jakob Feller    |
| 1970–26. Februar 1973            | Alfred Wilhelm  |
| 26. Februar 1973–14. Januar 1974 | Konrad Schön    |
| 14. Januar 1974–1. März 1977     | Ferdi Behles    |
| 1. März 1977–1980                | Berthold Budell |
| Oktober 1981–Juli 1984           | Werner Scherer  |
| 1984–1985                        | Günther Schacht |
| März 1985–1990                   | Günther Schwarz |
| 1990–1994                        | Peter Jacoby    |
| 12. April 1994–1999              | Peter Müller    |
| 1999–2007                        | Peter Hans      |
| 21. August 2007–November 2009    | Jürgen Schreier |
| November 2009–November 2015      | Klaus Meiser    |
| November 2015–März 2018          | Tobias Hans     |
| März 2018–Mai 2022               | Alexander Funk  |
| seit Mai 2022                    | Stephan Toscani |

### Aktuelle Zusammensetzung
In der 17. Wahlperiode ist die Fraktion der CDU mit insgesamt 19 Abgeordneten vertreten. Alexander Funk ist Fraktionsvorsitzender.

## Landtagswahlergebnisse
| Landtagswahlergebnisse | Landtagswahlergebnisse | Landtagswahlergebnisse | Landtagswahlergebnisse     |
| Jahr                   | Stimmen                | Sitze                  | Spitzenkandidat            |
| ---------------------- | ---------------------- | ---------------------- | -------------------------- |
| 1955                   | 25,4 %                 | 14                     | Hubert Ney                 |
| 1960                   | 36,6 %                 | 19                     | Franz-Josef Röder          |
| 1965                   | 42,7 %                 | 23                     | Franz-Josef Röder          |
| 1970                   | 47,8 %                 | 27                     | Franz-Josef Röder          |
| 1975                   | 49,1 %                 | 25                     | Franz-Josef Röder          |
| 1980                   | 44,0 %                 | 23                     | Werner Zeyer               |
| 1985                   | 37,3 %                 | 20                     | Werner Zeyer               |
| 1990                   | 33,4 %                 | 18                     | Klaus Töpfer               |
| 1994                   | 38,6 %                 | 21                     | Klaus Töpfer               |
| 1999                   | 45,5 %                 | 26                     | Peter Müller               |
| 2004                   | 47,5 %                 | 27                     | Peter Müller               |
| 2009                   | 34,5 %                 | 19                     | Peter Müller               |
| 2012                   | 35,2 %                 | 19                     | Annegret Kramp-Karrenbauer |
| 2017                   | 40,7 %                 | 24                     | Annegret Kramp-Karrenbauer |
| 2022                   | 28,5 %                 | 19                     | Tobias Hans                |

## Ergebnisse bei den Bundestagswahlen
| Bundestagswahlergebnisse | Bundestagswahlergebnisse | Bundestagswahlergebnisse | Bundestagswahlergebnisse | Bundestagswahlergebnisse |
| Jahr                     | Stimmenanzahl            | Stimmenanteil            | Sitze                    |                          |
| ------------------------ | ------------------------ | ------------------------ | ------------------------ | ------------------------ |
| 1957                     | 183.423                  | 33,3 %                   | 5                        |                          |
| 1961                     | 284.255                  | 49,0 %                   | 5                        |                          |
| 1965                     | 295.257                  | 46,8 %                   | 4                        |                          |
| 1969                     | 292.986                  | 46,1 %                   | 4                        |                          |
| 1972                     | 316.955                  | 43,4 %                   | 4                        |                          |
| 1976                     | 344.850                  | 46,2 %                   | 4                        |                          |
| 1980                     | 313.709                  | 42,3 %                   | 4                        |                          |
| 1983                     | 336.999                  | 44,8 %                   | 4                        |                          |
| 1987                     | 299.329                  | 41,2 %                   | 4                        |                          |
| 1990                     | 271.310                  | 38,1 %                   | 4                        |                          |
| 1994                     | 250.978                  | 37,2 %                   | 4                        |                          |
| 1998                     | 219.484                  | 31,8 %                   | 3                        |                          |
| 2002                     | 224.842                  | 35,0 %                   | 3                        |                          |
| 2005                     | 191.067                  | 30,2 %                   | 3                        |                          |
| 2009                     | 179.289                  | 30,7 %                   | 4                        |                          |
| 2013                     | 212.366                  | 37,8 %                   | 4                        |                          |
| 2017                     | 189.573                  | 32,4 %                   | 3                        |                          |
| 2021                     | 135.134                  | 23,6 %                   | 2                        |                          |

## Saarländische Abgeordnete der CDU im Bundestag

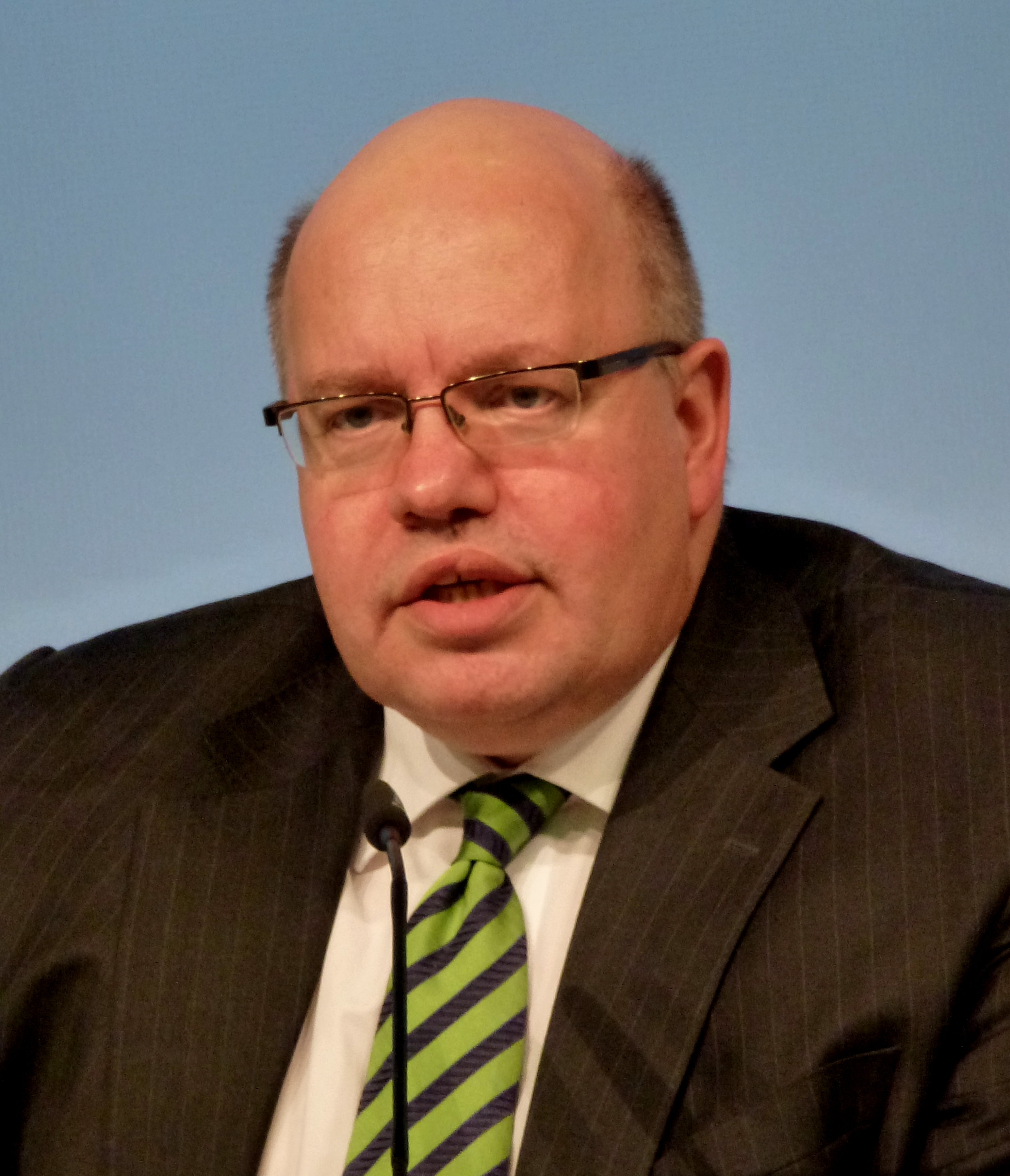
Peter Altmaier (2005)

- seit 2009: Nadine Schön, stellvertretende Vorsitzende der CDU/CSU-Bundestagsfraktion
- seit 2017: Markus Uhl

## Ehemalige saarländische Abgeordnete der CDU im Bundestag
- 1957: Karl Steinhauer (1902–1981)
- 1957: Manfred Schäfer (1921–1999)
- 1957: Franz-Josef Röder (1909–1979)
- 1957: Wilhelm Kratz (1905–1986)
- 1957: Franz Schneider (1920–1985)
- 1957–1961: Hermann Mathias Görgen (1908–1994)
- 1957–1964: Franz Ruland (1901–1964)
- 1957–1965: Albert Baldauf (1917–1991)
- 1957–1972: Leo Gottesleben (1909–1983)
- 1957–1972: Heinrich Draeger (1907–1991)
- 1961–1962: Eugen Huthmacher (1907–1967)
- 1961–1969: Johann Klein (1902–1976)
- 1964–1965: Josef Kurtz (1903–1970)
- 1965–1976: Josef Schmitt (1921–1996)
- 1969–1972: Franz-Lorenz von Thadden (1924–1979)
- 1972–1974: Werner Ferrang (1924–1974)
- 1972–1976: Kurt Thürk (1926–2002)
- 1972–1979: Werner Zeyer (1929–2000)
- 1974–1983 und 1985–1989: Doris Pack (* 1942)
- 1976–1985: Franz Josef Conrad (1944–1985)
- 1976–1994: Hans-Werner Müller (* 1942)
- 1979–1980: Rudolf Blügel (1927–1997)
- 1980–1994: Johannes Ganz (* 1932)
- 1983–1990: Werner Schreiber (* 1941)
- 1989–1994: Trudi Schmidt (* 1935)
- 1990–1998: Klaus Töpfer (1938–2024), Bundesminister für Umwelt, Naturschutz und Reaktorsicherheit (1987–1994)
- 1994–1999: Peter Jacoby (* 1951)
- 1994–2005: Helmut Rauber (* 1945)
- 1994–2021: Peter Altmaier (* 1958), Bundesminister für Umwelt, Naturschutz und Reaktorsicherheit (2012–2013), Chef des Bundeskanzleramtes (2013–2018), Bundesminister für Wirtschaft und Energie (2018–2021)
- 1998: Annegret Kramp-Karrenbauer (* 1962)
- 1999–2005: Albrecht Feibel (1940–2011)
- 2005: Peter Müller (* 1955)
- 2005–2009: Hermann-Josef Scharf (* 1961)
- 2005–2017: Anette Hübinger (* 1955)
- 2009–2017: Alexander Funk (* 1974)

## Ehemalige Abgeordnete der saarländischen CDU im Europäischen Parlament

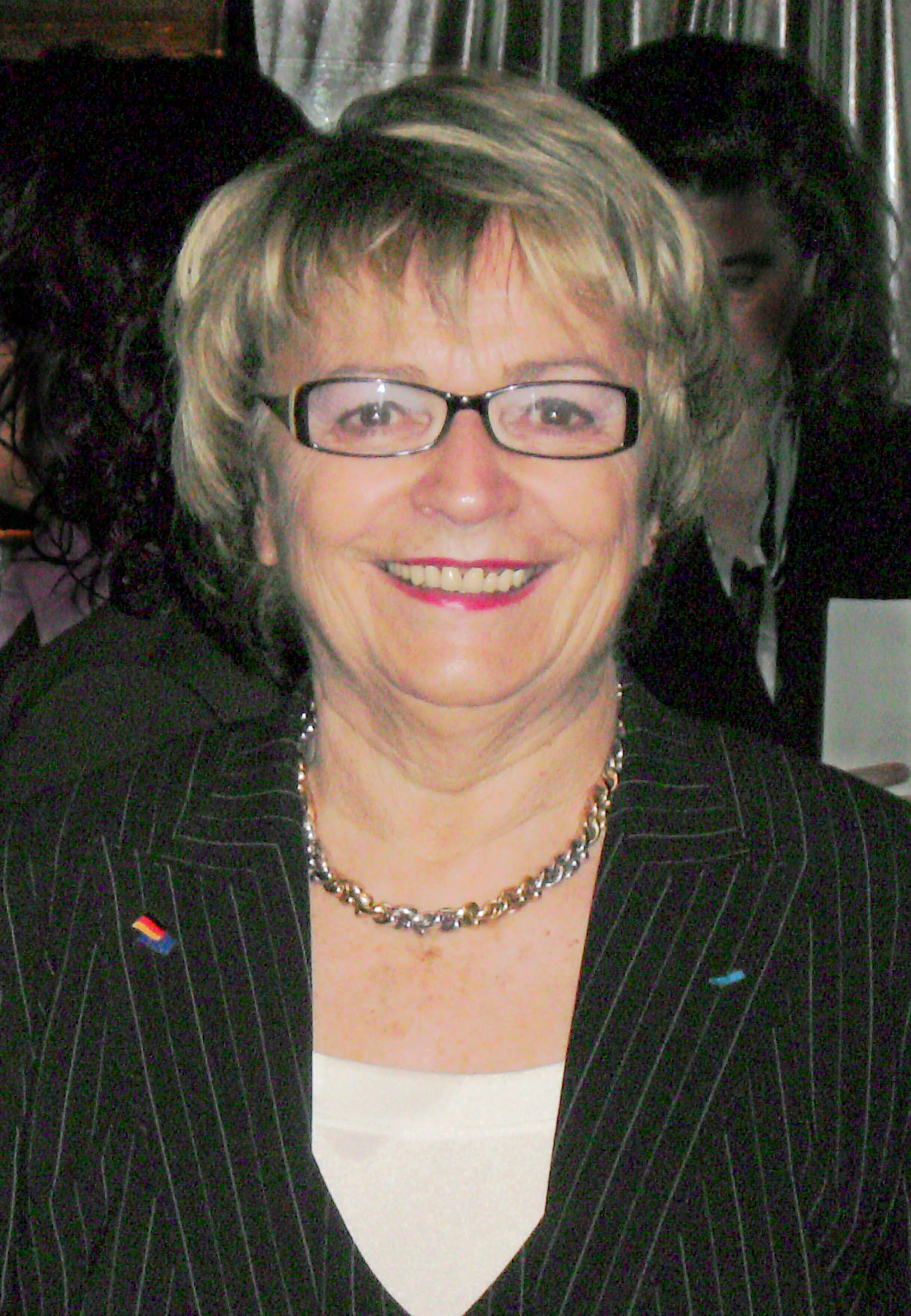
Doris Pack (2009)

- 1979–1989: Konrad Schön
- 1989–2014: Doris Pack